# Persone di nome Margherita
| Questa pagina contiene informazioni ricavate automaticamente dalle voci biografiche con l'ausilio del template Bio e di un bot. L'aggiornamento è periodico e automatico e ricostruisce completamente la pagina. Se manca una persona in questa lista, sei pregato di non aggiungerla, ma accertati piuttosto che la sua voce biografica contenga il template Bio e che i dati anagrafici siano correttamente compilati. Se il template Bio manca, inseriscilo tu stesso o, in alternativa, metti l'avviso {{tmp\|Bio}} che ne segnala la mancanza. Se i dati riportati sono sbagliati, correggi direttamente la voce biografica; le modifiche saranno visibili in questa lista entro pochi giorni. Per chiarimenti vedi il progetto antroponimi. La lista contiene solo le 253 persone che sono citate nell'enciclopedia e per le quali è stato implementato correttamente il template Bio. Pagina aggiornata al 6 ago 2025. |

Questa è una lista di persone presenti nell'enciclopedia che hanno il nome Margherita, suddivise per attività principale.

## Archeologhe(2)
- Margherita Guarducci, archeologa italiana (Firenze, n. 1902 - Roma, † 1999)
- Margherita Mussi, archeologa italiana (Treviso, n. 1948)

## Architetti(1)
- Margherita Petranzan, architetto e teorica dell'architettura italiana (Monselice, n. 1947)

## Artiste(1)
- Margherita Turewicz Lafranchi, artista polacca (Stettino, n. 1961)

## Astrofisiche(1)
- Margherita Hack, astrofisica, divulgatrice scientifica e attivista italiana (Firenze, n. 1922 - Trieste, † 2013)

## Attiviste(1)
- Margherita Ancona, attivista italiana (Palermo, n. 1881 - Milano, † 1966)

## Attrici(12)
- Margherita Antonelli, attrice e comica italiana (Milano, n. 1963)
- Margherita Bagni, attrice italiana (Torino, n. 1902 - Roma, † 1960)
- Margherita Buy, attrice italiana (Roma, n. 1962)
- Margherita Di Rauso, attrice italiana (Caserta, n. 1969)
- Margherita Fumero, attrice e comica italiana (Racconigi, n. 1947)
- Margherita Guzzinati, attrice italiana (Roma, n. 1940 - Roma, † 1997)
- Margherita Horowitz, attrice austriaca (Vienna, n. 1919 - Vienna, † 1990)
- Margherita Mazzucco, attrice italiana (Napoli, n. 2002)
- Margherita Nicosia, attrice italiana (Catania, n. 1893 - Roma, † 1965)
- Margherita Seglin, attrice italiana (Milano, n. 1889 - Venezia, † 1975)
- Margherita Sestito, attrice, doppiatrice e direttrice del doppiaggio italiana (Napoli, n. 1953)
- Margherita Vicario, attrice, cantautrice e regista italiana (Roma, n. 1988)

## Beate(1)
- Margherita Bays, beata svizzera (Siviriez, n. 1815 - Siviriez, † 1879)

## Calciatrici(5)
- Margherita Bastianelli, calciatrice italiana (Ancona, n. 1994)
- Margherita Giubilato, calciatrice italiana (Venezia, n. 2000)
- Margherita Monnecchi, calciatrice italiana (Siena, n. 2001)
- Margherita Salvi, calciatrice italiana (Bergamo, n. 1995)
- Margherita Zanon, calciatrice italiana (Padova, n. 1990)

## Cantanti liriche(1)
- Margherita Salicola, cantante lirica italiana (Bologna, n. 1660 - † 1717)

## Cantautrici(2)
- Ditonellapiaga, cantautrice italiana (Roma, n. 1997)
- Margot, cantautrice italiana (Torino, n. 1941 - Genova, † 2017)

## Cestiste(1)
- Margherita Orfanelli, ex cestista italiana

## Conduttrici televisive(1)
- Margherita Granbassi, conduttrice televisiva e ex schermitrice italiana (Trieste, n. 1979)

## Critiche d'arte(1)
- Margherita Sarfatti, critica d'arte italiana (Venezia, n. 1880 - Cavallasca, † 1961)

## Danzatrici(2)
- Margherita Parrilla, ballerina italiana (Roma, n. 1949)
- Margherita Paulas, ballerina austriaca (Vienna, n. 1912 - Roma, † 2000)

## Doppiatrici(1)
- Margherita De Risi, doppiatrice italiana (Roma, n. 1998)

## Educatrici(1)
- Margherita Zoebeli, educatrice e pedagogista svizzera (Zurigo, n. 1912 - Rimini, † 1996)

## Filologhe(1)
- Margherita Isnardi Parente, filologa classica italiana (Catanzaro, n. 1928 - Roma, † 2008)

## Fondiste(1)
- Rita Bottero, fondista italiana (Limone Piemonte, n. 1937 - Limone Piemonte, † 2014)

## Fotografe(1)
- Margherita Spiluttini, fotografa austriaca (Schwarzach im Pongau, n. 1947 - Vienna, † 2023)

## Fumettiste(1)
- Margherita Tramutoli, fumettista e scrittrice italiana (Potenza, n. 1984)

## Giornaliste(1)
- Margherita Cattaneo, giornalista e scrittrice italiana (Firenze, n. 1907 - Firenze, † 1971)

## Golfiste(1)
- Margherita Rigon, golfista italiana (Arzignano, n. 1982)

## Infermiere(1)
- Margherita Kaiser Parodi, infermiera italiana (Roma, n. 1897 - Trieste, † 1918)

## Judoka(1)
- Margherita De Cal, ex judoka italiana (Venezia, n. 1950)

## Magistrate(1)
- Margherita Cassano, magistrata e giurista italiana (Firenze, n. 1955)

## Matematiche(1)
- Margherita Beloch Piazzolla, matematica italiana (Frascati, n. 1879 - Roma, † 1976)

## Mezzofondiste(2)
- Margherita Gargano, ex mezzofondista italiana (Bagheria, n. 1952)
- Margherita Magnani, mezzofondista italiana (Cesena, n. 1987)

## Mistiche(1)
- Margherita d'Oingt, mistica, monaca cristiana e scrittrice francese (n. 1240 - † 1310)

## Nobildonne(20)
- Margherita di Boemia, nobildonna boema (Praga, n. 1296 - † 1322)
- Margherita di Brandeburgo, nobildonna tedesca († 1315)
- Margherita Gonzaga, nobildonna e religiosa italiana (Mantova, n. 1487 - Mantova, † 1537)
- Margherita di Kleve, nobildonna tedesca († 1411)
- Margherita Malatesta di Rimini, nobildonna italiana (Rimini - Rimini)
- Margherita di Roucy, nobildonna francese (Roucy - Saluzzo)
- Margherita di Joinville, nobildonna francese (n. 1354 - † 1417)
- Margherita di Fiandra, nobildonna (n. 1272 - † 1331)
- Margherita Gonzaga di Lorena, nobildonna italiana (Mantova, n. 1591 - Nancy, † 1632)
- Margherita d'Austria, nobildonna (Oudenaarde, n. 1522 - Ortona, † 1586)
- Margherita Sparapani Gentili Boccapadule, nobildonna e viaggiatrice italiana (Camerino, n. 1735 - Roma, † 1820)
- Margherita di Valois, nobildonna francese (Parigi, n. 1407 - † 1458)
- Margherita de la Marck-Arenberg, nobildonna belga (Lanaken, n. 1527 - Zevenbergen, † 1599)
- Margherita della Rovere, nobildonna italiana (Casale Monferrato)
- Margherita di Baviera, nobildonna tedesca (n. 1363 - Digione)
- Margherita di Berg, nobildonna tedesca (n. 1364 - † 1442)
- Margherita di Borgogna, nobildonna francese (n. 1192 - † 1243)
- Margherita di Norimberga, nobildonna tedesca (n. 1359 - † 1391)
- Margherita di Villehardouin, nobildonna bizantina (n. 1266 - Kastro-Kyllini, † 1315)
- Margherita di Waldeck, nobildonna tedesca (n. 1533 - Bruxelles, † 1554)

## Nobili(46)
- Margherita Aldobrandeschi, nobile italiana (Sovana)
- Margherita d'Angiò, nobile (Pont-à-Mousson, n. 1430 - Dampierre-sur-Loire, † 1482)
- Margherita d'Asburgo, nobile (Bruxelles, n. 1480 - Malines, † 1530)
- Margherita d'Asburgo, nobile austriaca (Vienna, n. 1346 - Brno, † 1366)
- Margherita d'Asburgo, nobile austriaca (Innsbruck, n. 1536 - Hall in Tirol, † 1567)
- Margherita d'Asburgo, nobile (Vienna, n. 1395 - Burghausen, † 1447)
- Margherita d'Asburgo, nobile (n. 1567 - † 1633)
- Margherita Clementina d'Asburgo-Lorena, nobile austriaca (Alcsút, n. 1870 - Ratisbona, † 1955)
- Margherita di Babenberg, nobile austriaca (Krumau am Kamp, † 1266)
- Margherita di Borbone-Clermont, nobile francese (n. 1344 - † 1416)
- Margherita Farnese, nobile italiano (Parma, n. 1567 - Piacenza, † 1643)
- Margherita Maria Farnese, nobile italiana (Parma, n. 1664 - Colorno, † 1718)
- Margherita di Foix-Candale, nobile (Foix, n. 1473 - Castres, † 1536)
- Margherita Gonzaga, nobile (Mantova, n. 1418 - Governolo, † 1439)
- Margherita Gonzaga, nobile italiana (Mantova)
- Margherita Malatesta, nobile italiana (n. 1370 - Mantova, † 1399)
- Margherita Maloselli Cantelmo, nobile italiana (Ferrara, n. 1474 - Mantova, † 1532)
- Margherita di Foix, nobile francese (Clisson, † 1486)
- Margherita di Brabante, nobile belga (n. 1276 - Genova, † 1311)
- Margherita Gonzaga, nobile italiana (Mantova, n. 1564 - Mantova, † 1618)
- Margherita del Monferrato, nobile (Casale, n. 1360 - Morella, † 1420)
- Margherita d'Austria, nobile austriaca (Innsbruck, n. 1416 - Altenburg, † 1486)
- Margherita II di Fiandra, nobile fiamminga (Valenciennes, n. 1202 - Gand, † 1280)
- Margherita Elisabetta di Leiningen-Westerburg, nobile tedesca (Runkel, n. 1604 - Weida, † 1667)
- Margherita di Huntingdon, nobile scozzese († 1201)
- Margherita di Montcada, nobile francese
- Margherita d'Armagnac, nobile francese (Lectoure - Saint-Bertrand-de-Comminges)
- Margherita di Berg-Windeck, nobile
- Margherita di Valois, nobile francese (n. 1295 - † 1342)
- Margherita di Beaujeu, nobile (n. 1346 - Pinerolo, † 1402)
- Margherita Sambiria, nobile danese (Pomerania, n. 1230 - Rostock, † 1282)
- Margherita di Huntingdon, nobile scozzese (n. 1194)
- Margherita Luisa d'Orléans, nobile francese (Blois, n. 1645 - Parigi, † 1721)
- Margherita di Blois, nobile (n. 1170 - Besançon, † 1230)
- Margherita di Prades, nobile (Riudoms)
- Margherita Orsini, nobile latina († 1339)
- Margherita Pusterla, nobile italiana (Milano - † 1341)
- Margherita di Savoia, nobile (Torino, n. 1439 - Bruges, † 1483)
- Margherita di Valois-Orléans, nobile francese (n. 1406 - † 1466)
- Margherita di Vendôme, nobile francese (n. 1516 - La Chapelle-d'Angillon, † 1559)
- Margherita di York, nobile inglese (Castello di Fotheringhay, n. 1446 - Malines, † 1503)
- Margherita d'Este, nobile italiana (Modena, n. 1618 - Mantova, † 1692)
- Margherita d'Este, nobile italiano (Ferrara, n. 1411 - Ferrara, † 1476)
- Margherita di Borbone-Parma, nobile italiana (Lucca, n. 1847 - Viareggio, † 1893)
- Margherita di Francia, nobile francese (n. 1254 - † 1271)
- Margherita di Scozia, nobile scozzese (Windsor, n. 1261 - Tønsberg, † 1283)

## Nuotatrici(1)
- Margherita Panziera, nuotatrice italiana (Montebelluna, n. 1995)

## Pallavoliste(2)
- Margherita Chiavaro, pallavolista e giocatrice di beach volley italiana (Catania, n. 1979)
- Margherita Muzi, pallavolista italiana (Roma, n. 1994)

## Partigiane(1)
- Margherita Mo, partigiana italiana (Lequio Berria, n. 1923 - † 2022)

## Personaggi televisivi(1)
- Margherita Zanatta, personaggio televisivo, conduttrice televisiva e conduttrice radiofonica italiana (Varese, n. 1982)

## Pittrici(2)
- Margherita Confalonieri Belgiojoso, pittrice italiana (Milano, n. 1887 - Milano, † 1957)
- Margherita Caffi, pittrice italiana (Cremona, n. 1647 - Milano, † 1710)

## Poetesse(3)
- Margherita Costa, poetessa, cantante e commediografa italiana
- Margherita Guidacci, poetessa e traduttrice italiana (Firenze, n. 1921 - Roma, † 1992)
- Margherita Sarrocchi, poetessa italiana (Gragnano, n. 1560 - Roma, † 1617)

## Politiche(8)
- Margherita Boniver, politica italiana (Roma, n. 1938)
- Margherita Bontade, politica italiana (Palermo, n. 1900 - Palermo, † 1992)
- Margherita Cogo, politica italiana (Tione di Trento, n. 1951)
- Margherita Coluccini, politica italiana (Genazzano, n. 1963)
- Margherita Corrado, politica italiana (Crotone, n. 1969)
- Margherita Del Sesto, politica italiana (Teano, n. 1980)
- Margherita Angela Mastromauro, politica italiana (Bari, n. 1969)
- Margherita Sanna, politica italiana (Orune, n. 1904 - Orune, † 1974)

## Principesse(37)
- Margherita di Brunswick-Lüneburg, principessa (Celle, n. 1573 - Celle, † 1643)
- Margherita di Danimarca, principessa danese (Palazzo Bernstorff, n. 1895 - Copenaghen, † 1992)
- Margherita di Brandeburgo, principessa (n. 1410 - Landshut, † 1465)
- Margherita di Hohenzollern, principessa tedesca (n. 1449 - † 1489)
- Margherita d'Aragona, principessa (Palermo, n. 1331 - Neustadt, † 1377)
- Margherita di Brandeburgo, principessa (n. 1511 - † 1577)
- Margherita di Navarra e di Sicilia, principessa (Laguardia - Palermo, † 1183)
- Margherita di Connaught, principessa britannica (Bagshot Park, n. 1882 - Stoccolma, † 1920)
- Margherita di Sicilia, principessa (Foggia, n. 1241 - Francoforte sul Meno, † 1270)
- Margherita di Svezia, principessa svedese (Stoccolma, n. 1899 - Fakse, † 1977)
- Margherita di Lorena, principessa francese (Vaudémont, n. 1463 - Mortagne-au-Perche, † 1521)
- Margherita di Navarra, principessa (n. 1240 - † 1306)
- Margherita di Francia, principessa francese (n. 1158 - Acri, † 1197)
- Margherita di Sassonia, principessa (Weimar, n. 1449 - Spandau, † 1501)
- Margherita di Sassonia, principessa sassone (Meißen, n. 1469 - Weimar, † 1528)
- Margherita d'Asburgo-Lorena, principessa (Leopoli, n. 1894 - Viareggio, † 1986)
- Margherita Stewart, principessa scozzese (Perth, n. 1424 - Châlons-en-Champagne, † 1445)
- Margherita d'Inghilterra, principessa inglese (Castello di Windsor, n. 1275 - Bruxelles, † 1318)
- Margherita di Baviera, principessa (Monaco di Baviera, n. 1442 - Mantova, † 1479)
- Margherita di Grecia, principessa greca (Atene, n. 1905 - Bad Wiessee, † 1981)
- Margherita Plantageneta, principessa e nobile inglese (Windsor, n. 1346 - Spagna, † 1361)
- Margherita di Romania, principessa rumena (Losanna, n. 1949)
- Margherita Stuart, principessa scozzese (n. 1455)
- Margherita Tudor, principessa britannica (Londra, n. 1489 - Castello di Methven, † 1541)
- Margherita dei Paesi Bassi, principessa olandese (Ottawa, n. 1943)
- Margherita di Baviera-Landshut, principessa (Amberg, n. 1456 - Heidelberg, † 1501)
- Margherita di Borbone-Spagna, principessa spagnola (Roma, n. 1939)
- Margherita di Borgogna, principessa (n. 1374 - Le Quesnoy, † 1441)
- Margherita di Kleve, principessa (n. 1416 - Stoccarda, † 1444)
- Margherita di Lorena, principessa (Nancy, n. 1615 - Parigi, † 1672)
- Margherita di Prussia, principessa prussiana (Potsdam, n. 1872 - Kronberg im Taunus, † 1954)
- Margherita di Sassonia, principessa (Dresda, n. 1840 - Monza, † 1858)
- Margherita Carola di Sassonia, principessa (Dresda, n. 1900 - Friburgo in Brisgovia, † 1962)
- Margherita Violante di Savoia, principessa italiana (Torino, n. 1635 - Colorno, † 1663)
- Margherita di Savoia, principessa († 1349)
- Margherita di Svezia, principessa svedese (Solna, n. 1934)
- Margherita di Valois, principessa francese (Saint-Germain-en-Laye, n. 1523 - Torino, † 1574)

## Produttrici televisive(1)
- Margherita Caligiuri, produttrice televisiva italiana (Zagarise, n. 1958)

## Psicologhe(1)
- Margherita Spagnuolo Lobb, psicologa e psicoterapeuta italiana (Nuoro, n. 1956)

## Registe(1)
- Margherita Ferri, regista e sceneggiatrice italiana (Castel San Pietro Terme, n. 1984)

## Religiose(10)
- Diomira Allegri, religiosa italiana (Firenzuola, n. 1651 - Firenze, † 1677)
- Margherita Antoniazzi, religiosa italiana (Cantiga di Costageminiana, n. 1502 - Caberra di Costageminiana, † 1565)
- Margherita Colonna, religiosa italiana (Palestrina, n. 1255 - Palestrina, † 1280)
- Margherita Maria Guaini, religiosa italiana (Ceto, n. 1902 - Varallo, † 1994)
- Margherita Lambertenghi, religiosa italiana (Como, n. 1370 - Milano)
- Margherita Marchione, religiosa, filosofa e biografa statunitense (Little Ferry, n. 1922 - Morristown, † 2021)
- Margherita da Cortona, religiosa italiana (Laviano, n. 1247 - Cortona, † 1297)
- Margherita d'Ungheria, religiosa e santa ungherese (Fortezza di Clissa, n. 1242 - Isola delle Lepri, † 1271)
- Margherita di Savoia, religiosa italiana (Pinerolo, n. 1390 - Alba, † 1464)
- Margherita da Città di Castello, religiosa e mistica italiana (Metola, n. 1287 - Città di Castello, † 1320)

## Scenografe(1)
- Margherita Palli, scenografa svizzera (Mendrisio, n. 1951)

## Schermitrici(1)
- Margherita Zalaffi, ex schermitrice italiana (Siena, n. 1966)

## Scrittrici(6)
- Margherita d'Angoulême, scrittrice e poetessa francese (Angoulême, n. 1492 - Odos-en-Bigorre, † 1549)
- Margherita D'Amico, scrittrice, giornalista e attivista italiana (Roma, n. 1967)
- Margherita Giacobino, scrittrice, giornalista e traduttrice italiana (Torino, n. 1952)
- Margherita Nugent, scrittrice, critica d'arte e collezionista d'arte italiana (Firenze, n. 1891 - Trieste, † 1954)
- Margherita Oggero, scrittrice italiana (Torino, n. 1940)
- Margherita Pieracci Harwell, scrittrice, saggista e storica della letteratura italiana (Vinci, n. 1930)

## Soprani(9)
- Margherita Bevignani, soprano italiano (Napoli - Milano, † 1921)
- Margherita Carosio, soprano e attrice italiana (Genova, n. 1908 - Genova, † 2005)
- Margherita Chabran, soprano italiano
- Margherita Chimenti, soprano italiano (Roma)
- Margherita Durastanti, soprano italiano (Veneto - forse Londra)
- Margherita Grandi, soprano italiana (Harwood Island, n. 1892 - Milano, † 1972)
- Margherita Rinaldi, soprano italiano (Torino, n. 1935 - Impruneta, † 2023)
- Margherita Roberti, soprano statunitense (Contea di Wayne, n. 1925 - † 2021)
- Margherita Zenoni, soprano italiano (Torino, † 1878)

## Sovrane(20)
- Margherita Aldobrandini, sovrana italiana (Capodimonte, n. 1588 - Parma, † 1646)
- Margherita di Borbone-Dampierre, regina (Provins, † 1256)
- Margherita II di Danimarca, regina danese (Copenaghen, n. 1940)
- Margherita Drummond, regina (n. 1340 - † 1375)
- Margherita Leijonhufvud, regina svedese (Närke, n. 1516 - Tynnelsö, † 1551)
- Margherita di Borgogna, regina (n. 1250 - † 1308)
- Margherita I di Danimarca, regina (Vordingborg, n. 1353 - Flensburgo, † 1412)
- Margherita di Scozia, regina e santa (Mecseknádasd, n. 1045 - Edimburgo, † 1093)
- Margherita d'Inghilterra, regina (Windsor, n. 1240 - Cupar, † 1275)
- Margherita d'Ungheria, sovrana ungherese (n. 1175)
- Margherita d'Austria-Stiria, regina (Graz, n. 1584 - San Lorenzo de El Escorial, † 1611)
- Margherita di Borgogna, regina (n. 1290 - Château-Gaillard, † 1315)
- Margherita di Provenza, regina francese (Forcalquier, n. 1221 - Parigi, † 1295)
- Margherita di Savoia, regina (Torino, n. 1851 - Bordighera, † 1926)
- Margherita di Savoia, sovrana
- Margherita di Scozia, regina (Tønsberg, n. 1283 - Isole Orcadi, † 1290)
- Margherita di Durazzo, sovrana italiana (Napoli, n. 1347 - Acquamela, † 1412)
- Margherita di Boemia, regina (n. 1335 - † 1349)
- Margherita di Savoia, sovrana (Morges, n. 1420 - Stoccarda, † 1479)
- Margherita di Valois, regina francese (Saint-Germain-en-Laye, n. 1553 - Parigi, † 1615)

## Storiche dell'arte(1)
- Margherita Moriondo Lenzini, storica dell'arte italiana (Firenze, n. 1923 - Siena, † 2007)

## Terroriste(1)
- Mara Cagol, terrorista italiana (Trento, n. 1945 - Melazzo, † 1975)

## Tipografe(2)
- Margherita Paola Dall'Aglio, tipografa e letterata italiana (Parma, n. 1758 - Parma, † 1841)
- Margherita Marescotti, tipografa italiana

## Senza attività specificata(31)
- Margherita Maria Alacoque, monaca cristiana e mistica francese (Verosvres, n. 1647 - Paray-le-Monial, † 1690)
- Margherita Ball, irlandese (Corballis, n. 1515 - Dublino, † 1584)
- Margherita Barezzi, italiana (Busseto, n. 1814 - Milano, † 1840)
- Margherita Datini, italiana (Firenze, n. 1360 - Firenze, † 1423)
- Margherita Gonzaga, duchessa italiana (Roma, n. 1562 - Guastalla, † 1618)
- Margherita Guccione, architetta italiana (Roma, n. 1953)
- Margherita Luti, italiana
- Margherita Nicosia Margani, etruscologa e latinista italiana (Castellamonte, n. 1900 - Ragusa, † 1971)
- Margherita di Antiochia, romana (Antiochia di Pisidia, n. 275 - † 290)
- Margherita di Francia, francese (Parigi, n. 1279 - Marlborough, † 1318)
- Margherita di Danimarca, danese (Copenaghen, n. 1456 - Stirling, † 1486)
- Margherita d'Angiò, francese (n. 1273 - † 1299)
- Margherita di Borgogna (n. 1393 - Parigi, † 1441)
- Margherita di Brieg, duchessa (L'Aia, † 1386)
- Margherita di Boemia (n. 1373 - † 1410)
- Margherita I di Fiandra, contessa (n. 1145 - Male, † 1194)
- Margherita di Brabante, contessa (n. 1323 - Château-Regnault, † 1380)
- Margherita I di Borgogna, contessa (n. 1309 - Parigi, † 1382)
- Margherita III di Fiandra, contessa (Maldegem, n. 1350 - Arras, † 1405)
- Margherita Boninsegna, italiana (presumibilmente originaria di Arco - Biella, † 1307)
- Margherita Paleologa, marchese (Pontestura, n. 1510 - Casale Monferrato, † 1566)
- Margherita Teresa d'Asburgo (Madrid, n. 1651 - Vienna, † 1673)
- Margherita di Henneberg, contessa (Loosduinen, † 1277)
- Margherita Occhiena, italiana (Capriglio, n. 1788 - Torino, † 1856)
- Margherita Parini, ex snowboarder italiana (Aosta, n. 1972)
- Margherita di Savoia, duchessa italiana (Torino, n. 1589 - Miranda de Ebro, † 1655)
- Mara Servetto, architetta e designer italiana (Torino, n. 1957)
- Margherita de' Medici, duchessa (Firenze, n. 1612 - Parma, † 1679)
- Margherita di Borbone-Clermont, duchessa (n. 1438 - Pont-d'Ain, † 1483)
- Margherita II di Hainaut, contessa (n. 1311 - Quesnoy, † 1356)
- Margherita di Tirolo-Gorizia, contessa (Castel Tirolo, n. 1318 - Vienna, † 1369)